# TEMPUS

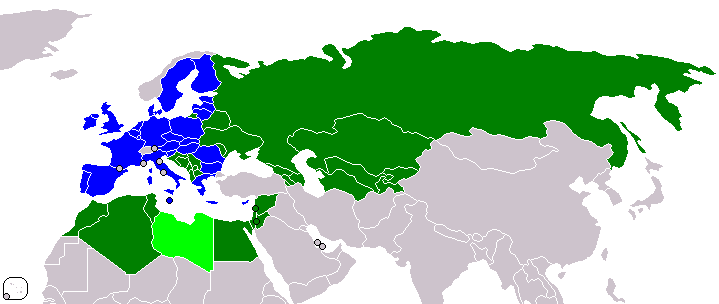
EU-lidstaten
TEMPUS-partnerlanden
TEMPUS-partnerschap wordt bediscussieerd

Het TEMPUS-programma (Trans-European Mobility Scheme for University Studies) is het instrument van de Europese Unie voor de ontwikkeling en herstructurering van het hoger onderwijs in Oost-Europa, Centraal-Azië en de landen van de westelijke Balkan. De eerste fase van het TEMPUS-programma startte in 1990, vlak na de Val van de Muur. Instellingen voor hoger onderwijs in verschillende Oost-Europese landen kregen zo de kans om aansluiting te vinden bij partners in de Europese Unie.
De hoofddoelstellingen van TEMPUS waren én zijn:
- verbetering van de kwaliteit en ondersteuning van de vernieuwing van de hoger onderwijsstelsels
- stimulering van de samenwerking met partners uit de EU

Het programma subsidieert gezamenlijke Europese projecten. Studentenbeurzen vallen in principe niet onder dit programma. Het TEMPUS-programma is uitgebreid met de landen rond de Middellandse Zee (gefinancierd door het MEDA-programma). TEMPUS is in de programmaperiode 2007-2013 vervolgd onder de naam TEMPUS IV.